# سنگوکو یارو
سنگوکو یارو (به ژاپنی: 戦国野郎 Sengoku Yaro) به معنی تحت‌الفظی حقه‌باز سنگوکو فیلمی به کارگردانی کی‌هاچی اوکاموتو است که در سال ۱۹۶۳ اکران شد.